# Giovanni Cristini
Giovanni Cristini (Brescia, 22 gennaio 1925 – 1995) è stato un poeta e giornalista italiano.

## Biografia

### Gli studi e gli inizi
Nato da una famiglia numerosa e di modeste condizioni, compie gli studi liceali durante la guerra, lontano da Brescia, e consegue la maturità classica come privatista al Liceo Arnaldo da Brescia. Ritorna nella sua città dopo aver interrotto gli studi universitari per cercare lavoro.
Si dedica presto all'attività di giornalista e di poeta. Il suo primo articolo appare nel novembre del 1943 (aveva 18 anni) su "L'Italia" l'indomani della morte di Angelo Canossi cui l'articolo è dedicato.
Trova lavoro come redattore e collaboratore di giornali locali. Fa le sue prime prove sul quotidiano Brescianotizie di Franco Grassi e viene assunto dall'Editrice La Scuola dove collabora attivamente, come scrittore e redattore, alla rivista per studenti Carta Penna e Calamaio sulla quale pubblica numerosi articoli, soprattutto di critica letteraria, e tiene una rubrica fissa, Su onda radar.
In quei primi anni Cristini si lega di a Don Primo Mazzolari, partecipando alla travagliata esperienza del giornale Adesso, fondato dal parroco di Bozzolo. A Don Mazzolari, morto nel 1959, Cristini dedicò il poemetto Il grande grido.

### La poesia
Il suo primo libro di poesie, La strada della croce, esce nel 1950 per le edizioni de Il Gallo di Genova e fu definito da Fausto Montanari su Studium "Il libro di poesie più bello dell'anno".
L'ispirazione della poesia di Cristini negli anni è stata di tipo religioso, ma di una religiosità che, col passare degli anni, è diventata, come ha scritto Luigi Santucci, "una personale avventura di ricerca, di inquietudini, di conferme". Undici anni più tardi, nel 1961, quelle stesse poesie vennero ripubblicate dalla Locusta di Vicenza.
Due anni prima, nel 1959, era uscita presso Vallecchi una seconda raccolta di poesie, Concerto grosso, che comprendeva le poesie pubblicate in quegli anni su Il Gallo, L'ultima e nell'Antologia della poesia religiosa italiana contemporanea, a cura di Valerio Volpini. Un gruppo di queste poesie, Cori per un mistero, è ancora dedicato a Don Primo Mazzolari.

### L'attività giornalistica ed editoriale
Poi, per circa venticinque anni, le poesie di Giovanni Cristini circolarono solo dattiloscritte fra gli amici. La sua attività era intensa, da quando nel 1955 si era trasferito a Milano, dove si era sposato. Frequenti i suoi interventi, oltre che sul Giornale di Brescia, su Avvenire, sull'Osservatore Romano e su varie riviste come Humanitas, Leggere, La Fiera Letteraria. I suoi articoli pubblicati sul Giornale di Brescia negli anni settanta e ottanta,insieme ad altri inediti, vennero più tardi raccolte nel volume Sulle rive del lago, uscito nel 1990 per le Edizioni Paoline.
Negli stessi anni intensa era la sua attività di collaboratore presso editori diversi: Fabbri, Mondadori, Rizzoli, Mursia. Presso quest'ultima casa editrice diresse per oltre vent'anni il settore della letteratura per ragazzi, settore questo, cui aveva da tempo prestato attenzione. Aveva pubblicato infatti presso La Scuola Editrice due saggi, Perrault (1954) e I Grimm (1966), e presso Rizzoli (1964) una trascrizione, dedicata ai ragazzi delle scuole medie, de I grandi poemi dell'umanità.
Nel 1986 esce l'ultimo libro di poesie, Weekend in terra straniera, in cui Cristini aveva raccolto quanto era venuto scrivendo in quei venticinque anni, organizzandolo non cronologicamente ma per tematiche. Il poemetto eponimo di apertura e l'ultima Elegia di Capodanno erano usciti entrambi nel 1973. Il primo su Il Ragguaglio Librario insieme ad un'intervista in cui Cristini dichiarava molto esplicitamente che cos'era per lui la poesia: "un'ipotesi di verità", in quanto "esprime un modo di concepire la realtà dell'uomo e del mondo".

## Riconoscimenti
Weekend in terra straniera ebbe un notevole riconoscimento: vinse nel 1987 il Premio Nazionale di poesia Clemente Rebora, che fu consegnato a Cristini da David Maria Turoldo.
Successivamente Cristini vinse il Premio Cultura e Comunità per la saggistica (ex aequo con Alberto Frattini) nel 1991 e il Premio Calliope per la poesia inedita, nel 1992, con le liriche di "La stanza".
Dal 1989, cioè dalla morte di Ines Scaramucci, Giovanni Cristini diresse il Ragguaglio Librario, una rassegna bibliografico-culturale che è vissuta sessantaquattro anni: l'ultimo numero, ancora curato da lui, è uscito nel dicembre 1995. Il Ragguaglio Librario, nel marzo 1996 gli ha dedicato un numero unico con le testimonianze degli amici.
Nel marzo 1997 sono state pubblicate presso l'I.P.L. di Milano le poesie ancora inedite, col titolo Poesie (1978-1995).
Nel 1998 la Edizioni San Paolo ha pubblicato Lettera ai figli e altri scritti familiari
Nel 2003 presso Interlinea Edizioni è uscito Tutte le poesie che comprende l'intera opera poetica con alcuni inediti.